# Jenlain
Jenlain è un comune francese di 1 091 abitanti situato nel dipartimento del Nord nella regione dell'Alta Francia.

## Società

### Evoluzione demografica
Abitanti censiti

## Economia
Una delle azienda più note del comune è l'omonimo birrificio.